# Reckoning
Reckoning (alternativament File Under Water) és el segon àlbum d'estudi de la banda estatunidenca R.E.M.. Es va publicar el 9 d'abril de 1984 per I.R.S. Records amb la producció de Mitch Easter i Don Dixon.

## Producció
Després de la bona acollida rebuda pel seu àlbum de debut, Murmur (1983), ben aviat van començar a treballar en el seu segon treball. Aquesta etapa de composició va ser molt curta perquè ràpidament van compondre moltes cançons, fins i tot es van plantejar publicar un disc doble. Abans de finalitzar l'any 1983 ja havien enregistrat 22 cançons amb la producció d'Elliot Mazer a San Francisco. Tot i que van considerar a Mazer per la producció final de l'àlbum, finalment es van decantar per tornar amb els productors del seu anterior àlbum, Mitch Easter i Don Dixon.
Les sessions d'enregistrament van començar el 8 de desembre de 1983 als estudis Reflection Sound de Charlotte, Carolina del Nord. Van acabar passades les festes de Nadal però realment van fer dues sèries de vuit dies. La discogràfica, I.R.S. Records, els va pressionar per realitzar un àlbum més comercial que l'anterior, i fins i tot, el seu director, Jay Boberg, va voler participar en el procés d'enregistrament. Tan els productors com la banda van ignorar les paraules de Boberg i van enregistrar el disc el més ràpid possible perquè la discogràfica no tingués temps d'intervenir-hi. Don Dixon va utilitzar la tècnica gravació de l'escolta binaural en la majoria de cançons per obtenir un so més adequat a l'ambient que volien mostrar, i va aconseguir capturar l'energia del seu directe fent les guitarres més "rockeres". Per altra banda, les lletres eren molt més obscures que les de Murmur, i van adequar la veu de Michael Stipe i les veus addicionals de Mike Mills a l'atmosfera creada.

## Publicació
La portada va ser ideada per Stipe, que va dibuixar una serp amb dues cares, i l'artista Howard Finster en va fer una pintura. La versió en vinil incorporava la frase "File Under Water", que segons Stipe era el títol real de l'àlbum.
El llançament es va produir el 9 d'abril de 1984 al Regne Unit, i una setmana després als seu país. L'àlbum no va tenir molta exposició radiofònica ni tampoc en el canal MTV, la discogràfica esperava que el boca-orella fes el seu efecte i les emissores de ràdio més importants l'acabessin introduint per demanda popular. El primer senzill, «So. Central Rain (I'm Sorry)» va aparèixer el maig i va arribar al número 85 de la llistat estatunidenca, mentre que el segon, «(Don't Go Back To) Rockville», ni tan sols va entrar a la llista. L'àlbum va arribar a la posició 27 als Estats Units, i s'hi va mantenir pràcticament un any. A la resta del món no va tenir gaire repercussió i només al Regne Unit va entrar a la llista. Finalment va aconseguir superar el mig milió de còpies venudes que li va permetre rebre la certificació de disc d'or.
La crítica va valorar molt positivament aquest treball, tot i que alguns no consideraven que millorava l'àlbum de debut, però tots estaven d'acord que es mantenia el nivell i confirmava la qualitat de la banda, tan en la música com en les lletres. De fet, va ser considerat un dels millors àlbums de l'any.
En el Regne Unit, varen rellançar una edició especial amb cinc cançons extres l'any 1992. Coincidint amb el 25è aniversari (2009), també van publicar una edició deluxe de l'àlbum amb un disc extra que contenia el concert realitzat a l'Aragon Ballroom de Chicago el 7 de juliol de 1984.
R.E.M. van filmar un curtmetratge titulat Left of Reckoning amb la primera meitat de l'àlbum com a banda sonora, concretament les sis primeres cançons. Aquesta es va rodar a la granja Whirlgig Farm de Reuben Aaron Miller, a Rabbittown (Geòrgia), sota la direcció de James Herbert. El canal musical MTV no va emetre sencer, sinó que alguns programes del canal només en van emetre els talls titulats "Time After Time (AnnElise)" i "Pretty Persuasion".

## Llista de cançons
Totes les cançons foren escrites i compostes per Bill Berry, Peter Buck, Mike Mills i Michael Stipe. 
| 1.            | «Harborcoat»                   | 3:54  |
| 2.            | «7 Chinese Bros.»              | 4:18  |
| 3.            | «So. Central Rain (I'm Sorry)» | 3:15  |
| 4.            | «Pretty Persuasion»            | 3:50  |
| 5.            | «Time After Time (Annelise)»   | 3:31  |
| Durada total: | Durada total:                  | 18:48 |

| 1.            | «Second Guessing»              | 2:51  |
| 2.            | «Letter Never Sent»            | 2:59  |
| 3.            | «Camera»                       | 5:52  |
| 4.            | «(Don't Go Back To) Rockville» | 4:55  |
| 5.            | «Little America»               | 2:58  |
| Durada total: | Durada total:                  | 19:35 |

| 11.           | «Wind Out» (Jerry Ayers, Berry, Buck, Mills, Stipe) | 1:58  |
| 12.           | «Pretty Persuasion» (directe a l'estudi)            | 4:01  |
| 13.           | «White Tornado» (directe a l'estudi)                | 1:51  |
| 14.           | «Tighten Up» (Archie Bell, Billy Butler)            | 4:08  |
| 15.           | «Moon River» (Henry Mancini, Johnny Mercer)         | 2:21  |
| Durada total: | Durada total:                                       | 14:19 |

| 1.            | «Femme Fatale» (Lou Reed)      | 3:19  |
| 2.            | «Radio Free Europe»            | 3:54  |
| 3.            | «Gardening at Night»           | 3:38  |
| 4.            | «9–9»                          | 2:48  |
| 5.            | «Windout»                      | 2:13  |
| 6.            | «Letter Never Sent»            | 3:03  |
| 7.            | «Sitting Still»                | 3:13  |
| 8.            | «Driver 8»                     | 3:28  |
| 9.            | «So. Central Rain»             | 3:23  |
| 10.           | «7 Chinese Bros.»              | 4:27  |
| 11.           | «Harborcoat»                   | 4:34  |
| 12.           | «Hyena»                        | 3:26  |
| 13.           | «Pretty Persuasion»            | 3:49  |
| 14.           | «Little America»               | 3:23  |
| 15.           | «Second Guessing»              | 3:07  |
| 16.           | «(Don't Go Back To) Rockville» | 4:30  |
| Durada total: | Durada total:                  | 56:15 |

## Posició en llistes
| Llista (1984)   | Posició |
| --------------- | ------- |
| Billboard 200   | 27      |
| UK Albums Chart | 91      |

## Crèdits
R.E.M.
- Bill Berry – bateria, percussió, veus addicionals
- Peter Buck – guitarra
- Mike Mills – baix, piano, veus addicionals
- Michael Stipe – cantant, harmònica

Músics addicionals
- Bertis Downs – veus addicionals
- Jefferson Holt – cantant

Producció
- Don Dixon – co-productor, guitarra acústica, baix
- Mitch Easter – co-productor, guitarra acústica
- Howard Finster – direcció artística